# Knysna (crambídeos)
Knysna (Crambidae) é um gênero de mariposa pertencente à família Crambidae.